# Jabal Yibir
Le jabal Yibir est une montagne des Émirats arabes unis, le plus haut point nommé du pays. Il se situe à une altitude de 1 527 mètres dans les monts Hajar. Le véritable point culminant du pays est un sommet sans nom sur la frontière avec Oman.